# 以呂馬
以呂馬，又名巴耶穌，是《新約聖經》《使徒行傳》第13章所出現的人物，為一名猶太法術師。
按《使徒行傳》所述，羅馬方伯士求保羅請了巴拿巴和保羅，希望能從他們口中聽講耶穌，但常與士求保羅一起的以呂馬在塞浦路斯帕弗敵擋了使徒保羅和巴拿巴，由於以呂馬的敵擋，保羅便指神要把以呂馬暫時弄盲，使他的眼睛立刻昏蒙黑暗，士求保羅眼見這奇蹟便信了主。這些事件是保羅踏上第一次傳道旅途中發生的。

## 名字
「以呂馬」在阿拉伯語中，就是「行法術」的意思，而「巴耶穌」在亞拉姆語中就是「耶穌之子」的意思。